# 하이주구

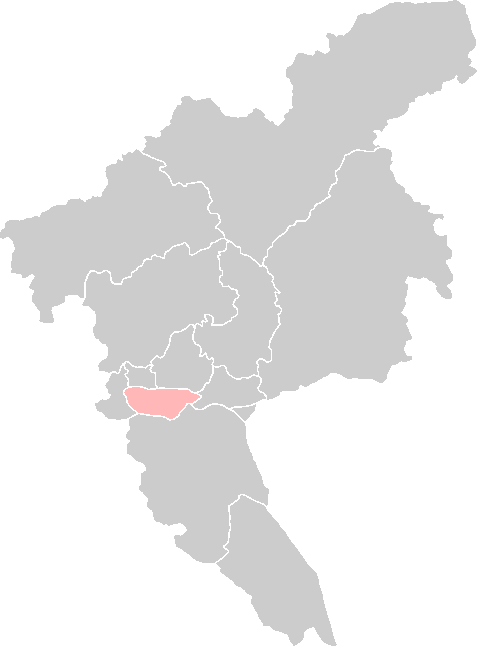
하이주 구의 위치

하이주구(한국어: 해주구, 중국어: 海珠区, 병음: Hǎizhū Qū)는 중화인민공화국 광둥성 광저우시의 10개의 구 중 하나이다.

## 개요
리완 구, 웨슈구, 둥산 구(현재는 웨슈 구에 흡수됨)와 더불어 광저우 시가 확장하기 전에 있던 네 개의 구 중 하나로 그 중 가장 면적이 넓고 인구 밀도가 낮다. 네 개의 구 중에 유일하게 주강 남쪽의 섬에 있는 구로 광저우 원주민들은 종종 이곳을 허난(河南)(광둥 어:호남)으로 불렀다. 넓이는 92km2이고, 인구는 2021년 기준으로 1,810,000명이다.
오늘날 하이주 구는 더 이상 가장 큰 구도 아니고 최남단의 구도 아니다. 그러나 도시의 비싼 부동산의 많은 부분이 하이주에 있다. 이것은 도심과 근접해있고 리완 구나 웨슈 구에 비해 상대적으로 덜 조밀하기 때문이다. 강변에는 높고 비싼 건물들이 강 건너편의 웨슈 구와 톈허 구를 마주보며 줄지어 서있다.

## 행정 구역

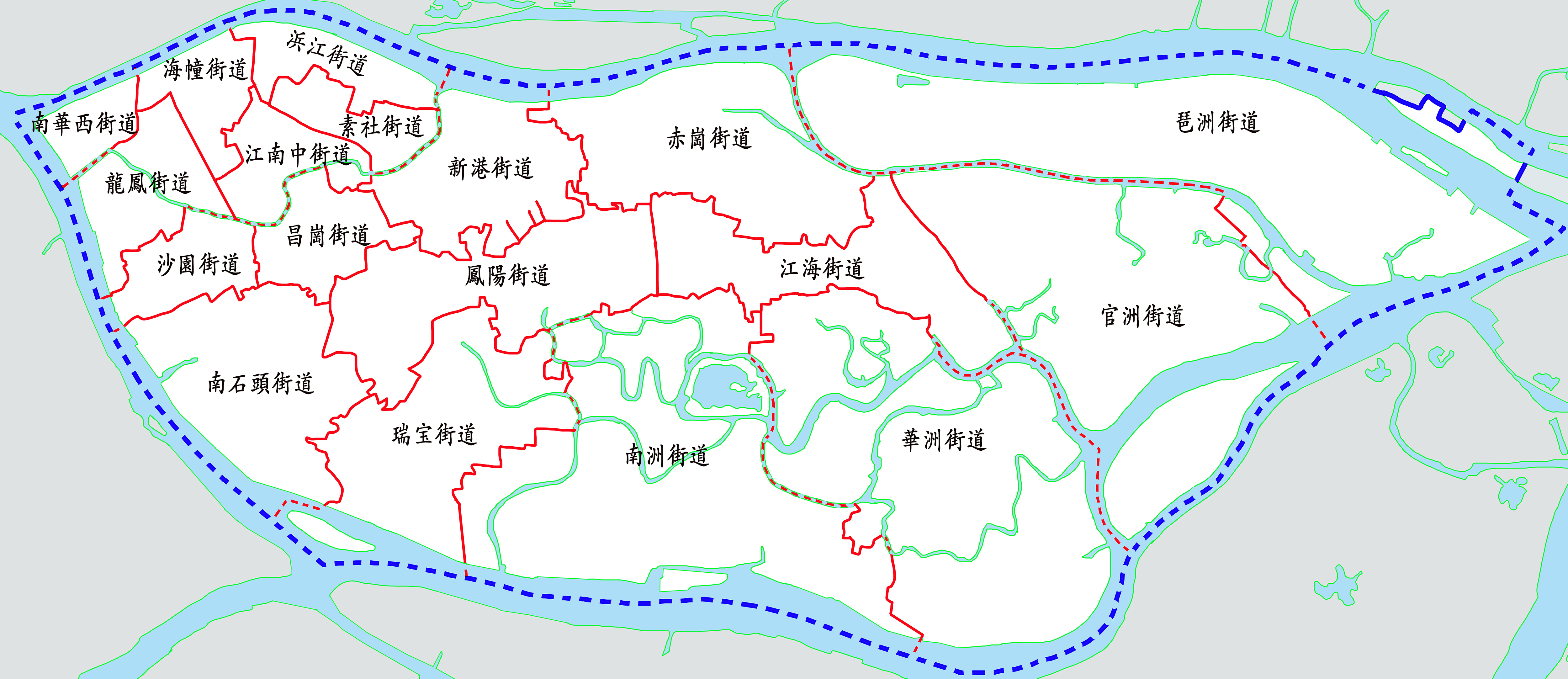
하이주구의 행정구역

18개 가도를 관할한다.
- 가도:
  - 赤崗街道
  - 新港街道
  - 浜江街道
  - 素社街道
  - 海幢街道
  - 鳳陽街道
  - 龍鳳街道
  - 沙園街道
  - 瑞宝街道
  - 江海街道
  - 南華西街道
  - 南石頭街道
  - 江南中街道
  - 昌崗街道
  - 南洲街道
  - 琶洲街道
  - 官洲街道
  - 華洲街道.